# Hellen Onsando Obiriová
Hellen Onsando Obiriová (* 13. prosince 1989) je keňská atletka, běžkyně, která se specializuje na střední a dlouhé tratě.

## Sportovní kariéra
V roce 2012 se stala halovou mistryní světa v běhu na 3000 metrů. V následující sezóně získala bronzovou medaili na poloviční trati na mistrovství světa v Moskvě. Na světovém halovém šampionátu v Sopotech v roce 2014 vybojovala stříbrnou medaili v běhu na 3000 metrů. Dalším úspěchem byla stříbrná medaile v běhu na 5000 metrů z olympiády v Rio de Janeiro v roce 2016. V roce 2017 se stala mistryní světa v běhu na 5000 metrů.